# Gare d’Angerville
Gare d'Angerville – stacja kolejowa w Angerville, w departamencie Essonne, w regionie Île-de-France, we Francji.
Jest stacją Société nationale des chemins de fer français (SNCF), obsługiwaną przez pociągi TER Centre.

## Położenie
Znajduje się na km 74,416 linii Paryż – Bordeaux, pomiędzy stacjami Monnerville i Boisseaux, na wysokości 137 m n.p.m.

## Linie kolejowe
- Paryż – Bordeaux